# NGC 685
NGC 685 (również PGC 6581) – galaktyka spiralna z poprzeczką (SBc), znajdująca się w gwiazdozbiorze Erydanu. Odkrył ją John Herschel 3 października 1834 roku.